# پیوند پوست
پیوند پوست یا گرافت پوستی (به انگلیسی: Skin grafting) مدلی از جراحی پیوند بوده که بر روی منطقه‌ای از پوست که بر اثر عواملی فاقد بافت طبیعی شده، انجام می‌گیرد. پیوند پوست به‌طور معمول جهت درمان زخم‌های بزرگ، تروما و سوختگی‌ها انجام می‌گیرد. در جراحی‌های خاص که نیاز به گرافت پوستی جهت درمان دارد، مانند سرطان پوست نیز مقداری از پوست برداشته می‌شود.
قسمت‌هایی از پوست که نیازمند پیوند پوست هستند: اگر سوختگی وسیع باشد، حق تقدم جهت پیوند، شامل صورت، گردن، دست‌ها، آرنج، زیر بغل و زانو است تا از ایجاد بدشکلی و جمع‌شدگی پوست جلوگیری شود.

## عوارض
خطرات ناشی از جراحی پیوند پوست عبارت‌اند از:
- خونریزی، عفونت، آسیب‌های عصبی، رد پیوند از عوارض پیوند است و فرد باید تا ماه‌ها از پوست خود محافظت کامل را فراهم کند.

## مراقبت‌های پس از پیوند
مراقبت از ناحیهٔ گیرندهٔ پیوند، اهمیت بالایی دارد. موفقیت پیوند هنگامی است که خون‌رسانی و شرایط ایجاد جریان خون از منطقهٔ گیرنده برای پوست پیوندی فراهم شود که برای این منظور از دو روش باز و بسته استفاده می‌شود. در نوع باز، روی محل پیوند شده با گاز مرطوب پوشانده نگه داشته می‌شود و هر ۲ تا ۳ ساعت یک بار تعویض می‌شود و مرتباً مرطوب نگه داشته می شود. ۴۸ تا ۷۲ ساعت اول باید پیوند بی‌حرکت باشد و این روش کمک می‌کند که پیشرفت خونرسانی پوست، زیر نظر باشد و اگر در زیر پیوند، خون یا ترشح جمع شود بتوان آن را تخلیه کرد و پیوند را به جای اول خود برگرداند. در روش بسته، ناحیهٔ عمل شده بی‌حرکت می‌شود و در افراد مسن و بچه ها که به خوبی همکاری ندارند استفاده می شود.
یک بانداژ فشاری با فشار مختصر روی پیوند انجام می شود تا امکان جمع شدن ترشحات در زیر پیوند به حداقل برسد. اولین تعویض پانسمان، ۳ تا ۵ روز پس از جراحی انجام می شود. محل پیوند اگر ترشح یا بوی بد داشت تعویض پانسمان زودتر انجام می شود. اگر پیوند از محل خود جداست با گاز مرطوب شده به‌وسیلهٔ سرم نمکی آن را مرطوب نگه می داریم تا مجدداً پزشک آن را در محل خود قرار دهد. طی ۳ تا ۵ روز اول جابه‌جا کردن بیمار باید با احتیاط انجام شود. تا حد امکان عضو پذیرنده باید بالاتر قرار داده شود تا از فشار روی ناحیه، جلوگیری شود. پس از ۵ تا ۷ روز می توان عضو پیوند شده را ورزش داد.